# إرسال عبر الموجات الصغرية

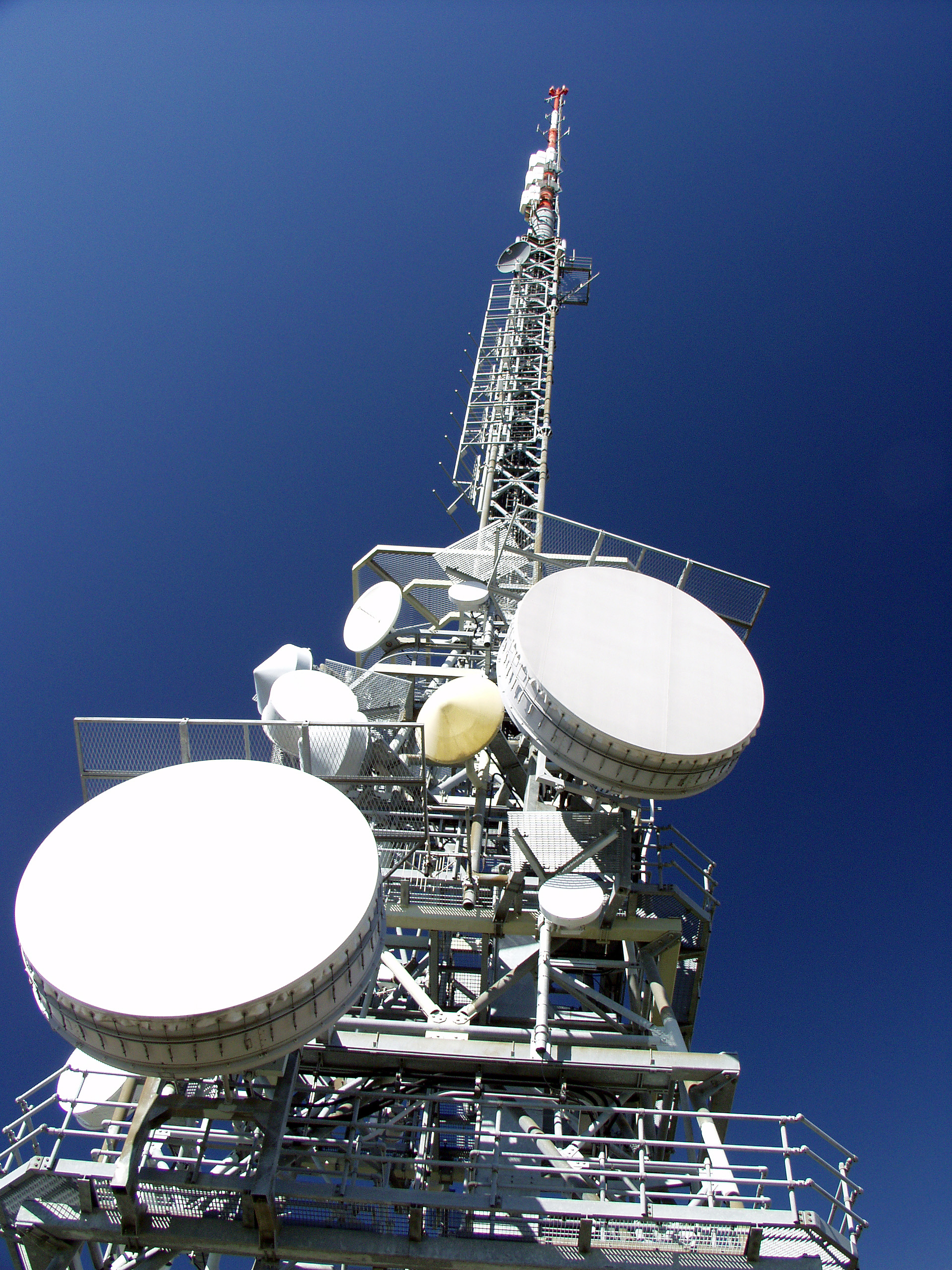

بث أو إرسال عبر الموجات الصغرية هو نقل المعلومات أو الطاقة عن طريق الموجات الكهرومغناطيسية التي يتم قياسها بشكل ملائم في أعداد صغيرة من سنتيمتر موجات والتي تسمى بالموجات الصغرية أو أشعة الميكروويف . هذا الجزء من الطيف الراديوي يتراوح عبر ترددات تقريبا 1.0 غيغا هرتز (GHz) إلى 30 غيغاهيرتز. و هي تتوافق مع الأطوال الموجية من 30 سم إلى 1.0 سم.
يتميز بث الميكروويف بقوة نقل معلومات هائلة.

## استخدامات
تُستخدم الأمواج الميكروية (الميكروييف) على نطاق واسع في الاتصالات من نقطة إلى أخرى لأن طول موجتها الصغير يسمح للهوائيات ذات الحجم المناسب بتوجيهها كحزم ضيقة، يمكن توجيهها مباشرة إلى هوائي الاستقبال. يسمح ذلك للمعدات الميكروية القريبة باستخدام نفس الترددات دون التداخل مع بعضها، كما يحصل مع أمواج الراديو ذات التردد المنخفض. ميزة أخرى هي أن التردد العالي يمنح نطاق الأمواج الميكروية قدرة كبيرة على حمل المعلومات، يملك نطاق الأمواج الميكروية عرض حزمة أكبر ب 30 ضعف من القسم المتبقي من الطيف الراديوي الأدنى منه. من مساوئ الأمواج الميكروية أنها مقيدة بانتشار خط البصر، ولا تستطيع الأمواج الميكروية المرور حول التلال أو الجبال بينما تستطيع الأمواج الراديوية ذات التردد المنخفض القيام بذلك.
يشيع استخدام الإرسال الراديوي الميكروي في أنظمة الاتصالات من نقطة إلى أخرى على سطح الأرض وفي الأقمار الصناعية للاتصالات وفي الاتصالات الراديوية في الفضاء العميق. يُستخدم أجزاء أخرى من النطاق الراديوي الميكروي في الرادارات وأنظمة الملاحة الراديوية وأنظمة الاستشعار وعلم الفلك الراديوي.
يُطلق على الجزء الأعلى التالي من الطيف الكهرومغناطيسي الراديوي، أي الترددات الأعلى من 30 غيغا هرتز والأقل من 100 غيغا هرتز، «الأمواج المليمترية» لأن أطوال أمواجها تُقاس بالمليمتر، وتتراوح أطوال أمواجها بين 10 مليمتر إلى 3.0 مليمتر (الأمواج ذات التردد الأعلى تملك أطوال موجية أصغر). عادة ما تتعرض الأمواج الراديوية في هذا النطاق للتوهين بشدة بسبب الغلاف الجوي الأرضي والجزيئات الموجودة فيه، وخاصةً أثناء الطقس الرطب. تتعرض الأمواج الراديوي أيضًا في نطاق واسع من الترددات القريبة من 60 جيجا هرتز، للتوهين بشدة بسبب الأكسجين الجزيئي في الغلاف الجوي. التقنيات الإلكترونية اللازمة في نطاق الأمواج المليمترية أكثر صعوبة في الاستخدام من التقنيات المستخدمة في نطاق الأمواج الميكروية.
الإرسال اللاسلكي للمعلومات
- في اتجاه واحد (مثل البث التلفزيوني) والاتصالات في اتجاهين باستخدام أقمار الصناعية للاتصالات.
- وصلات ترحيل الأمواج الميكروية الأرضية في شبكات الاتصالات بما في ذلك شبكات العمود الفقري أو شبكات الربط (الباك هاول) في الشبكات الخلوية.

الإرسال اللاسلكي للطاقة
- الأنظمة المقترحة على سبيل المثال لتوصيل الأقمار الصناعية لحصد الطاقة الشمسية مع شبكات الطاقة الأرضية.

## الترحيل الراديوي الميكروي
الترحيل الراديوي الميكروي هي تقنية استخدمت على نطاق واسع في الخمسينيات والستينيات من القرن العشرين لنقل الإشارات، مثل المكالمات الهاتفية البعيدة المدى والبرامج التلفزيونية بين نقطتين أرضيتين عن طريق حزمة ضيقة من الأمواج الميكروية. في مرحل راديو ميكروي، تُرسل الأمواج الميكروية عبر مسار خط البصر بين محطات الترحيل باستخدام الهوائيات الاتجاهية، وبالتالي يتشكل اتصال راديو ثابت بين النقطتين. يحد شرط وجود خط البصر من الفصل بين المحطات بمسافات تتجاوز الأفق المرئي، أي نحو 30 إلى 50 ميلاً (48 إلى 80 كيلومتر). قبل الاستخدام الواسع النطاق للأقمار الصناعية للاتصالات، كانت تستخدم سلسلة من محطات الترحيل الميكروية لنقل إشارات الاتصالات عبر المسافات العابرة للقارات.
ابتداءً من الخمسينيات من القرن العشرين، نقلت شبكات وصلات ترحيل الأمواج الميكروية، مثل نظام الخطوط الطويلة لشركة إيه تي أند تي في الولايات المتحدة، المكالمات الهاتفية بعيدة المدى والبرامج التلفزيونية بين المدن. ربط النظام الأول، الذي أطلق عليه اسم تي دي-2 وبنته شركة إيه تي أند تي، نيويورك وبوسطن في عام 1947 بسلسلة من ثماني محطات ترحيل لاسلكية. وشملت سلسلة طويلة من سلاسل ديزي تشاين (سلسلة الأقحوان) من هذه الوصلات التي اجتازت سلاسل الجبال والقارات الممتدة. تُنقل غالبية حركة مرور البيانات بين القارات اليوم بواسطة طرق أرخص كالألياف البصرية والأقمار الاصطناعية للاتصالات، لكن الترحيل الميكروي يظل مهمًا للمسافات القصيرة.

## وصلات خارجية
- RF / Microwave Design at Oxford University
- http://www.kurasc.kyoto-u.ac.jp/plasma-group/sps/history2-e.html